# Ana Estébanez
Ana Estébanez Ortega (Pomar de Valdivia, 1951) es una trabajadora social de salud, sindicalista y feminista española. Cofundadora de la Asamblea de Mujeres de Cantabria.

## Trayectoria
Nació en una familia numerosa, en el pueblo palentino de Pomar de la Valdavia, pero pasó su infancia y adolescencia en el cántabro de Mataporquera. Su familia no hablaba de política desde el fin de la Guerra Civil Española probablemente porque un pariente había sido acusado de quemar una iglesia y como no pudo ser detenido al estar huido, fue el abuelo paterno de Estébanez sobre el que recayó la sentencia de culpabilidad y el que estuvo encarcelado. De su infancia recuerda a su padre escuchando Radio Pirenaica o a su abuelo emocionado leyendo el primer periódico socialista. A los 18 años, marchó a Madrid a estudiar y empezó su activismo militando en el Movimiento Comunista. Posteriormente se instaló en Bilbao y después en Santander donde entró en contacto con el mundo sindical. Perteneció a la Organización Revolucionaria de Trabajadores (ORT) y formó parte de la candidatura de Comisiones Obreras en las primeras elecciones sindicales cántabras de Sanidad del 16 de diciembre de 1977. Comenzó su militancia feminista en 1980 y con unas compañeras del Partido Comunista, organizó la Asamblea de Mujeres de Cantabria, un colectivo de carácter horizontal, asambleario y sin estructura orgánica por entonces, con la que participó en las campañas por la Ley del Divorcio, por el derecho al aborto, contra la OTAN o por la despenalización del adulterio femenino.
En el terreno laboral, se orientó hacia la atención de mujeres migrantes en el Centro de Planificación Familiar La Cagiga de Santander. Formó parte de la Comisión Técnica de Seguimiento del Plan de Actuación Salud para las mujeres (2004 - 2007) del Gobierno de Cantabria. En 2010 y 2011 fue tesorera de la organización no gubernamental Federación de Planificación Familiar Estatal (FPFE), posteriormente conocida como SEDRA, como consta en las memorias de esos años.
Ha participado en mesas redondas, conferencias y eventos relacionados con el feminismo y la salud reproductiva como la conferencia Los programas de salud en Cantabria: Una perspectiva de género en atención primaria, el 14 de diciembre de 2004, dentro del ciclo de conferencias Un laboratorio propio, del Aula Interdisciplinar de Estudios de las Mujeres y del Género Isabel Torres, las actividades contra la violencia de género organizadas en Reinosa, en noviembre de 2015, el ciclo Militancias de la librería La Vorágine de Santander, en marzo de 2016, las jornadas La hora de la marea, de la campaña electoral de La Marea Cántabra de Izquierda Unida y Equo, en mayo de 2019 o las I Jornadas Mujer y Envejecimiento de Cantabria, celebradas en diciembre de 2019, junto a Nieves Álvarez, Carmen Carrión y María Ángeles Ruiz-Tagle.